# Jeffrey Riseley
Jeffrey "Jeff" Riseley (Dandenong, 11 november 1986) is een Australisch atleet die is gespecialiseerd in de 800 m en de 1500 m. Hij nam viermaal deel aan de Olympische Spelen en won hierbij geen medaille.

## Biografie
Riseley nam op 20-jarige leeftijd deel aan de 800 meter op de WK. Hij werd uitgeschakeld in de reeksen. In 2008 kon Riseley zich een eerste keer plaatsen voor de  Olympische Spelen. Op de 800 meter werd hij in een tijd van 1.46,99 uitgeschakeld in de reeksen. Tijdens de WK van 2009 kon Riseley zich plaatsen voor de halve finale van de 1500 meter. In zijn halve finale eindigde hij op de 10e plaats waarmee hij zich niet kon kwalificeren voor de finale. Zowel op de olympische spelen in 2012 als in 2016 werd Riseley uitgeschakeld in de reeksen van de 800 meter. In 2021 nam Riseley deel aan de uitgestelde Olympische Spelen van 2020 in Tokio. In de reeksen van de 800 meter liep Riseley in een tijd van 1.45,41 naar een plaats in de halve finale. In deze halve finale eindigde Riseley op de 5e plaats waardoor hij zich niet kon plaatsen voor de finale.

## Titels
- Australisch kampioen 800 m - 2015
- Australisch kampioen 1500 m - 2009, 2011, 2012, 2014, 2015

## Persoonlijke records

### Outdoor
| Afstand | Prestatie | Datum                      | Plaats             |
| ------- | --------- | -------------------------- | ------------------ |
| 400 m   | 48,22 s   | 18 november 2006           | Melbourne          |
| 800 m   | 1.44,48   | 17 juli 2012               | Lignano Sabbiadoro |
| 1000 m  | 2.16,09   | 17 juni 2014 (Ocean. rec.) | Ostrava            |
| 1500 m  | 3.32,93   | 10 juli 2009               | Rome               |
| Mijl    | 3.51,25   | 3 juli 2009                | Oslo               |
| 3000 m  | 8.09,40   | 19 december 2015           | Melbourne          |

### Indoor
| Afstand | Prestatie | Datum            | Plaats       |
| ------- | --------- | ---------------- | ------------ |
| 800 m   | 1.48,66   | 8 februari 2022  | Sabadell     |
| 1000 m  | 2.20,86   | 14 februari 2022 | Val-de-Reuil |

## Prestaties

### 800 m
- 2007: 6e in series WK - 1.47,44
- 2012: 5e in series OS - 1.46,99
- 2014: 5e Gemenebestspelen - 1.46,12
- 2015: DNS in ½ fin. WK
- 2016: 4e in series OS - 1.46,93
- 2021: 5e in ½ fin. OS - 1.47,17

### 1500 m
- 2008: 11e in series OS - 3.53,95
- 2009: 10e in  ½ fin. WK - 3.38.00
- 2011: 7e in series WK - 3.42,22
- 2014: 5e Gemenebestspelen - 3.40,27